# Blutseidenschwanz
Der Blutseidenschwanz oder Japanische Seidenschwanz (Bombycilla japonica) ist ein Sperlingsvogel aus der Familie der Seidenschwänze aus Nordostasien. Die Erstbeschreibung der Art stammt von Philipp Franz von Siebold, der sie 1824 aufstellte.

## Beschreibung
Der Blutseidenschwanz erreicht eine Körperlänge von etwa 18 Zentimeter und ein Gewicht von 54 bis 64 Gramm. Sein Gefieder ist oberseits größtenteils grau rötlich-braun, etwas grauer und farbloser als beim Seidenschwanz (Bombycilla garrulus). Die Unterseite ist rosa-gelbbraun mit einem deutlichen gelben Fleck auf der Bauchmitte. Ein schwarzer Augenstreif erstreckt sich bis zum hinteren Ende der ansonsten orangen bis rosa-braunen, aufrichtbaren Haube, die Kehle ist schwarz. Am grauen Schwanz befinden sich ein schmales schwarzes Band und ein rotes terminales Band, die Unterschwanzdecken sind kastanienbraun. Die Armschwingen und die Außenfahnen der Handschwingen sind grau, an den Schulterfedern zeigt sich ein breites rotes Band und an den Spitzen der Armschwingen ein schmaler roter Streifen.
Im Gegensatz zu anderen Seidenschwanzarten hat er keine roten Wachsspitzen an den Flügeldecken. Während die Handschwingen des Seidenschwanzes gelbe Spitzen haben, sind die Handschwingenspitzen an beiden Fahnen des Blutseidenschwanzes breit weiß gefärbt. Bei einjährigen Tieren ist die weiße Spitze als kurzer Strich auf die Außenfahnen begrenzt und erstreckt sich nicht auf die Innenfahnen.
Der kurze Schnabel ist schwarz, die Iris dunkel rötlich-braun, die Füße schwarz-grau.
Einen deutlichen Unterschied zwischen Männchen und Weibchen (Sexualdimorphismus) gibt es nicht. Bei einjährigen Männchen und adulten Weibchen überlappen sich die Merkmale. Manche, möglicherweise ältere Weibchen zeigen männliche Merkmale. Männchen haben einen kirschroten terminalen Fleck von ein bis sechs Millimetern Durchmesser an der Spitze der Außenfahnen der den Weibchen fehlt oder bei einigen, möglicherweise älteren Weibchen ansatzweise vorhanden ist. Die Unterschwanzdecken der Männchen gehen ins Kirschrote, bei den Weibchen fehlt der rote Farbton.
Der Ruf der Art ist ein hoher Triller, ein Gesang im eigentlichen Sinn ist nicht vorhanden. Blutseidenschwänze kommen oft in gemischten Schwärmen mit dem Seidenschwanz (Bombycilla garrulus) vor, von dem sie sich durch die etwas geringere Größe und die fehlenden Wachsplättchen unterscheiden. Außerdem ist die Schwanzspitze beim Seidenschwanz gelb und der rotbraune Streifen auf den Flügeln fehlt.

## Verbreitung
Der Blutseidenschwanz brütet nur im fernöstlichen Russland, im Gebiet westlich des Ochotskischen Meeres, am unteren Amur und in der nordöstlichen Volksrepublik China. Er überwintert in Japan und unregelmäßig im Nordosten Chinas und weiter südlich bis Shandong, in Korea und zufällig in Taiwan. Die genaue Verbreitung ist schwer zu bestimmen, da die lokalen Populationsgrößen stark schwanken. Das liegt daran, dass die Vögel in Schwärmen auf der Suche nach Nahrung großräumig vagabundieren.
Einzelne Vögel kommen bis nach Hongkong und Zentralchina, Beobachtungen in Europa gehen aber sehr wahrscheinlich auf Gefangenschaftsflüchtlinge zurück.

## Lebensraum und Lebensweise
Der Blutseidenschwanz brütet in Mischwäldern und in der mit Koniferen bestandenen Taiga mit Beeren tragenden Unterholz. Im Winter kommt er in Laub- und Mischwald und, wenn Früchte tragende Bäume vorhanden sind, in offenem Gelände, Parks und Gärten vor. In diesen Habitaten überwintern auch Seidenschwänze (Bombycilla garrulus), denen sich öfter eine kleine Zahl von Blutseidenschwänzen anschließt.

### Ernährung
Er ernährt sich vor allem von Früchten und Beeren, frisst im Frühling auch Knospen und im Sommer, während der Brut, zusätzlich Insekten.

### Fortpflanzung
Die Paarung erfolgt spät im borealen Sommer. Zur Eiablage baut das Weibchen sich ein kleines Nest, welches meist auf dünnen äußeren Zweigen von hohen Bäumen befindet. Dieses polstert sie mit Pflanzenfasern aus. In das Nest werden im Juni bis Juli zwei bis sieben graublaue Eier gelegt, die dann 12 bis 16 Tage bebrütet werden. Die Nestlingsdauer der Jungen beträgt 16 bis 25 Tage, welche beide Elternteile mit Futter versorgen.

## Gefährdung
Der Blutseidenschwanz ist durch Habitatverlust und durch die Nachstellung für den Wildvogelhandel gefährdet. Auf der Roten Liste gefährdeter Arten der IUCN wird er bereits als „near threatened“ (auf der Vorwarnliste) geführt.